# Багагарсіях
Султан Алам Багагарсіях (*1789 — 12 лютого 1849) — останній раджа-алам Пагаруюнга у 1821—1833 роках.

## Життєпис
Онук раджа-алама Султана Аріфіна Мінангсіяха. Про батька існують дискусії — Султан Алам Мінангсіях II, Султан Абдул Джаліл чи Янг Діпертуан Патах. Матір'ю — Путі Рено Джанджі. Народився 1789 року. 1815 року разом з дідом вимушений був тікати зі столиці під час її захоплення повсталими падрі (мусульманами-фундаменталістами).
1821 року за підтримки голландців правляча родина повернулася у зруйновану столицю. Призначається очільником Танах-Датару, а невдовзі дід зрікся влади на користь Багагарсіяха. Ситуація залишалася складною, оскільки війна з падрі тривала. 10 лютого 1821 року разом із 19 іншими лідерами адатів Султан Алам Багагарсія підписав угоду про передачу Пагаруюнга, Суруасо, Сунгай Тараб та навколишніх сіл Нідерландській Ост-Індії. Вони також пообіцяли підкорятися уряду Нідерландів. Натомість голландці повинні були надати війська для боротьби з падрі. 1824 року було укладено перемир'я між голландцями та падрі.
1831 року починається перехід частини адатів на бік падрі, що спричинило початок нової війни з голландцями. Багагрсіях не виявив тут політичного хист чи будь-якої ініціативи. 11 січня 1833 року мінангкабау повстали проти Нідерландів. Невдовзі Багагарсіях був звинувачений у підтримці повсталих й 2 травня його заарештували, а 24 травня в кайданках заслали до Батавії. Пізніше раджа-алама звільнили, але не дозволили повернутися на батьківщину.
Помер 1849 року і був похований на кладовищі в Мангга Дуа. У 1975 році з дозволу уряду Індонезії його могилу перенесли на Цвинтар Героїв.